# Urszula Grzeszczak-Świetlikowska
Urszula Grzeszczak-Świetlikowska (ur. 10 kwietnia 1929 w Podkowie Leśnej  – zm. 16 października 2001) - technolog żywienia, pracownik naukowy SGGW.

## Życiorys
W 1954 ukończyła SGGW. W 1959 została doktorem nauk rolniczych. W 1968 uzyskała habilitację, a od 1977 była profesorem.
Profesor Urszula Grzeszczak-Świetlikowska propagowała upowszechnianie postępu w rolnictwie i agroturystykę. Była specjalistką w zakresie żywienia zwierząt i paszoznawstwa.

## Wybrane publikacje
- "Surowce spożywcze"
- "Pasze produkcja, i wykorzystanie"